# Cour-et-Buis
Cour-et-Buis è un comune francese di 858 abitanti situato nel dipartimento dell'Isère della regione dell'Alvernia-Rodano-Alpi.

## Società

### Evoluzione demografica
Abitanti censiti